# Long Tall Sally (EP)
Long Tall Sally je peti EP skupine The Beatles in prvi britanski EP, ki ni vključeval skladb, ki so že prej izšle na albumih v Združenem kraljestvu. EP vsebuje samo eno njihovo avtorsko skladbo »I Call Your Name«, ki sta jo napisala John Lennon in Paul McCartney. Ostale tri skladbe so predelave.

## Seznam skladb
| Stran 1 | Stran 1                                                                 | Stran 1 |
| Št.     | Naslov                                                                  | Dolžina |
| ------- | ----------------------------------------------------------------------- | ------- |
| 1.      | „Long Tall Sally‟ (Enotris Johnson, Richard Penniman, Robert Blackwell) | 2:03    |
| 2.      | „I Call Your Name‟ (John Lennon–Paul McCartney)                         | 2:09    |

| Stran 2 | Stran 2                      | Stran 2 |
| Št.     | Naslov                       | Dolžina |
| ------- | ---------------------------- | ------- |
| 3.      | „Slow Down‟ (Larry Williams) | 2:56    |
| 4.      | „Matchbox‟ (Carl Perkins)    | 1:58    |

## Zasedba

### The Beatles
- John Lennon – vokal, kitara
- Paul McCartney – vokal, bas kitara
- George Harrison – solo kitara
- Ringo Starr – bobni, tolkala, vokal

### Dodatni glasbeniki
- George Martin – klavir